# Episodi di Tutto può succedere (terza stagione)
La terza stagione della serie televisiva italiana Tutto può succedere è andata in onda in prima serata su Rai 1 dal 18 giugno 2018 al 6 agosto 2018.
L'intera stagione è stata diffusa in anteprima il 5 giugno 2018 sulla piattaforma on-line RaiPlay.
| nº | Episodio                 | Prima Tv       | Ascolti   | Share |
| -- | ------------------------ | -------------- | --------- | ----- |
| 1  | Primo episodio           | 18 giugno 2018 | 3.254.000 | 15,9% |
| 2  | Secondo episodio         | 18 giugno 2018 | 3.254.000 | 15,9% |
| 3  | Terzo episodio           | 25 giugno 2018 | 3.042.000 | 15,1% |
| 4  | Quarto episodio          | 25 giugno 2018 | 3.042.000 | 15,1% |
| 5  | Quinto episodio          | 2 luglio 2018  | 2.780.000 | 13,8% |
| 6  | Sesto episodio           | 2 luglio 2018  | 2.780.000 | 13,8% |
| 7  | Settimo episodio         | 9 luglio 2018  | 3.132.000 | 15,4% |
| 8  | Ottavo episodio          | 9 luglio 2018  | 3.132.000 | 15,4% |
| 9  | Nono episodio            | 16 luglio 2018 | 2.956.000 | 14,7% |
| 10 | Decimo episodio          | 16 luglio 2018 | 2.956.000 | 14,7% |
| 11 | Undicesimo episodio      | 23 luglio 2018 | 2.735.000 | 13,9% |
| 12 | Dodicesimo episodio      | 23 luglio 2018 | 2.735.000 | 13,9% |
| 13 | Tredicesimo episodio     | 30 luglio 2018 | 2.659.000 | 13,9% |
| 14 | Quattordicesimo episodio | 30 luglio 2018 | 2.659.000 | 13,9% |
| 15 | Quindicesimo episodio    | 6 agosto 2018  | 2.700.000 | 15,7% |
| 16 | Sedicesimo episodio      | 6 agosto 2018  | 2.700.000 | 15,7% |

## Primo episodio
I nonni sono rimasti sconvolti dal grave furto subito in casa. Alessandro, adesso alla guida dell'azienda Privitera, è preso da mille impegni familiari e lavorativi e, come se non bastasse, sua figlia Federica torna da Londra dopo aver lasciato gli studi, anche se il padre non lo sa. Carlo, invece, è diventato più presente nella sua vita familiare mentre Giulia si trova in Ucraina per formalizzare l'adozione di Dimitri. Sara, intanto, progetta di andare a vivere con Marco e sua figlia Ambra cerca di trovare spazio nel mondo della musica.

## Secondo episodio
Ettore ha un'idea per sollevare il morale di Emma e coinvolge tutti per realizzarla, a Sara viene affidato il compito di preparare un regalo per la madre e questo la condurrà nello studio fotografico di Francesco, un uomo complicato che le darà subito del filo da torcere. Alessandro, Cristina e Federica sono ai ferri corti, e quando Stefano ne fa un'altra delle sue, sembra che le cose tra loro possano solo peggiorare.

## Terzo episodio
Nel clima sempre più teso tra Alessandro e Cristina, Max inizia la prima superiore. Nello stesso giorno Sara inizia a lavorare da Francesco, che si rivela subito un capo molto difficile e suscita in Marco la più sincera antipatia. Mentre Denis deve ancora leccarsi le ferite per la rottura con Emilia, Ambra affronta con testardaggine la Tadini e ottiene una seconda opportunità. Nel frattempo, Genet, madre di Feven, va a stare da Carlo mentre Giulia incontra difficoltà sempre maggiori per l'adozione di Dimitri.

## Quarto episodio
Carlo scopre che Emma non ha superato lo shock del furto e sta pensando di cambiare casa, ipotesi che lui cercherà di sventare a tutti i costi. Alessandro deve affrontare una grave complicazione alla Privitera, proprio mentre la sua frequentazione con Serena si fa sempre più personale. Sara scopre un lato nascosto della vita privata di Francesco, e sua figlia Ambra non riesce a togliersi dalla testa Andrea. Nel frattempo, Luca non sa come dire a Matilde che deve partire per l'Ucraina.

## Quinto episodio
Un incontro ravvicinato con Francesco manda Sara in totale confusione. Ambra torna a farsi viva con Andrea, e Denis scopre di essere diventato molto popolare tra le ragazze del suo liceo, liceo dove Max decide di candidarsi alle elezioni studentesche. Alessandro è sempre più attratto da Serena e dalla tentazione di lasciarsi famiglia e problemi alle spalle, mentre sua figlia Federica è decisa a mettere in azione il suo piano.

## Sesto episodio
Ettore e Emma si danno battaglia per la vendita della casa, mentre la decisione di Sara di anticipare il trasloco da Marco getta Denis nello sconforto. Alessandro è ad un passo dal prendere una decisione pericolosa, ma sua figlia Federica riesce a tamponare la situazione e a dargli una mano. Ambra si getta anima e corpo nello studio della musica per dimenticare Andrea, e una vecchia conoscenza torna nella vita di Carlo.

## Settimo episodio
Mentre tutti sono convinti che il corto circuito al Ground Control sia colpa di Carlo, Denis è distrutto dai sensi di colpa. Sara cerca di capire cosa c'è che non va col figlio ma finisce con il peggiorare le cose, anche con Marco. Intanto Ambra entra finalmente in confidenza con Andrea e inizia a capire perché il ragazzo di cui si sta innamorando è così ossessionato dal nuoto. Alessandro e Cristina si sono ritrovati ma devono subito fronteggiare una situazione delicata.

## Ottavo episodio
Sara prende una decisione importante per aiutare Francesco, e questa volta Marco potrebbe non essere disposto a capirla. Ambra è del tutto assorbita dalla sua relazione con Andrea, per cui arriva a trascurare gli impegni con la Tadini. Intanto, Alessandro è colto da mille dubbi sulle condizioni di Cristina, e Federica e si avvicina a Luigi, che offre alla sua famiglia un aiuto provvidenziale. Carlo è ancora alle prese con le conseguenze del black-out al Ground Control.

## Nono episodio
Alessandro vuole capire cosa sta succedendo a Cristina, ma ottenere una diagnosi si rivela più difficile del previsto e, vedendo la sua famiglia in difficoltà, Federica pensa di non partire più per Haiti. Ambra decide di rimanere vicina ad Andrea nonostante l'indagine antidoping e i dubbi nutriti dalla sua famiglia, mentre Sara prova a rimettersi subito in piedi dopo la rottura con Marco, cercando di nascondere a Francesco le vere ragioni.

## Decimo episodio
Sara deve affrontare l'inatteso ritorno della figlia di Francesco e della sua ex-moglie e, come se non bastasse, Ambra deve prendere una delle decisioni più importanti della sua vita con le pressioni di tutti i Ferraro addosso. Intanto Cristina affronta il ricovero prescritto dal dott. Meggiani e vuole convincere Federica a non rinunciare ai suoi sogni per causa della sua malattia. Feven capisce che deve prendere una decisione difficile se vuole salvare il suo rapporto con Carlo.

## Undicesimo episodio
Con Federica lontana da casa, Emma cerca di dare una mano a Cristina e Alessandro nella gestione quotidiana della famiglia ma Cristina, alle prese con la sua malattia, si sente in trappola. Mentre la Tadini offre finalmente ad Ambra una grande occasione, Sara prova a mantenere le distanze da Francesco approfittando anche dell'aiuto di Max. Feven è a Milano, e Carlo si trova da solo alle prese col primo grande problema di Robel.

## Dodicesimo episodio
Sara si destreggia a fatica tra Francesco e Alice, che non deve scoprire come stanno veramente le cose tra lei e suo padre. Ambra affronta i problemi della gravidanza e inizia a sentire la mancanza di Giovanni. Alessandro si divide fra casa e lavoro per stare vicino a Cristina, ma lei trova più conforto nell'amicizia con Simone. Mentre Carlo e Feven cercano di far funzionare il loro rapporto a distanza, Thony si riaffaccia nella vita del giovane Ferraro.

## Tredicesimo episodio
Sara si sente il terzo incomodo tra Francesco e la sua famiglia e non sa cosa fare. Carlo decide di lanciarsi nel mondo della discografia insieme a Thony, mettendo ulteriormente in crisi il rapporto con Feven. Intanto, Andrea torna nella vita di Ambra e le chiede una seconda occasione. Ora che il peggio è passato, Alessandro è sempre più geloso di Simone e teme che Cristina si stia allontanando da lui. Federica e Luigi muovono i primi passi nella loro nuova relazione.

## Quattordicesimo episodio
Quando Cristina si mette in viaggio con Simone senza dare spiegazioni, Alessandro parte a cercarla insieme a Carlo. Intanto, anche se Sara non lo sa, Francesco arriva alla resa dei conti con Monica mentre Ambra e Andrea devono prendere una decisione importante per il loro futuro e quello del bambino. Il rapporto tra Federica e Luigi cresce di giorno in giorno, ma la prospettiva di una nuova partenza di lei si fa sempre più vicina.

## Quindicesimo episodio
La mostra fotografica organizzata da Max diventa l'occasione per far incontrare di nuovo Francesco e Sara. Ambra parte insieme a Giovanni per il suo primo vero concerto e si ritrova a riflettere sulle sue scelte, mentre Federica non trova il coraggio di dire a Luigi che a breve ripartirà per Haiti. Ottenuti i primi successi discografici con Thony, Carlo può finalmente dedicarsi a rafforzare il suo legame con Feven.

## Sedicesimo episodio
Sono passati alcuni mesi. Il ritorno di Giulia riunisce l'intera famiglia Ferraro nel giorno in cui Ambra si sta preparando per un grande concerto. Da una parte ci sono Alessandro e Cristina, che stanno ridefinendo gli equilibri del loro matrimonio, dall'altra Carlo e Feven, alle prese con una bella novità: Feven è incinta. C'è anche Sara, che scopre nuove possibilità lavorative e ritrova Francesco, Denis che si avvia verso l'università, e Federica e Luigi che si confermano solidi e affiatati, quasi come i nonni Ettore e Emma. Inoltre, l'improvviso parto di Ambra è l'occasione per ritrovare l'amore con Giovanni.